# 2007 en Israël
Cet article présente les faits marquants de l'année 2007 en Israël.

## Évènements

### Janvier
- 16 janvier : Le général Dan Haloutz, chef d'État major de Tsahal démissionne.
- 25 janvier : Moshe Katsav demande sa suspension temporaire du poste de président d'Israël et celle-ci est acceptée par une commission spéciale du Parlement pour une période de trois mois. La présidente du Parlement Dalia Itzik devient présidente par intérim.
- 29 janvier : Un attentat-suicide palestinien cause la mort de 3 israéliens dans la station balnéaire d'Eilat.

### Mars
- 5 mars : Offensive diplomatique israélienne dans le but de faire capoter l'accord de La Mecque du 8 février sur la constitution d'un gouvernement d'union nationale palestinien. À Washington, Yoram Turbowicz, chef du bureau du Premier ministre et Shalom Turjeman, conseiller politique, rencontrent à ce sujet Steve Hadley, conseiller à la Sécurité nationale du Président George W. Bush. À Bruxelles, la ministre israélienne des Affaires étrangères, Tzipi Livni intervient dans un but similaire, auprès de l'Union européenne.